# Burg Blankenburg

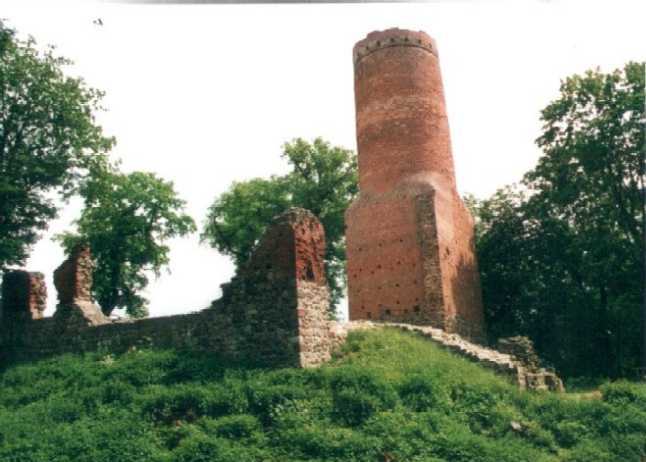
Ruine Burg Blankenburg

Die Burg Blankenburg ist eine Burgruine am Haussee an der Bundesstraße 198 in Wolfshagen an der Grenze zwischen Brandenburg und Mecklenburg-Vorpommern.

## Geschichte
Die um 1250 auf einer Insel im Hausee von der Familie von Raben erbaute Niederungsburg war wegen ihrer Lage an der Grenze eine der wichtigsten brandenburgischen Befestigungen während der Grenzkonflikte zwischen Brandenburg, Mecklenburg und Pommern. Bereits 1392 ist belegt, dass die Herren von Blankenburg den Markgrafen von Brandenburg als ihren Lehnsherren verpflichtet waren. Durch Fehden und Raubritterunwesen fielen die Blankenburger 1456 beim Kurfürsten Friedrich II. von Brandenburg in Ungnade, der die Burg Blankenburg erobern ließ. Nur wegen der Fürbitte ihrer Freunde erhielten die Herren von Blankenburg gegen das Versprechen, für immer bei Brandenburg zu bleiben, vom Kurfürsten erneut das Lehen über ihre Burg. Während des Dreißigjährigen Krieges wurde die Blankenburg zerstört und blieb eine Ruine. In der jüngeren Vergangenheit wurde die Burgmauer saniert und der Burggraben soweit vertieft, dass er wieder ständig Wasser führt.

## Anlage
Die Burg ist von einem 6 bis 9 m breiten Wassergraben umgeben. Von den Burggebäuden sind der Bergfried und Teile der Burgmauer erhalten. Der Bergfried, auch Fangelturm genannt, ist 24 m hoch und besteht aus einem 11 m hohen, quadratischen Unterbau aus Feldsteinen und einem runden Backsteinaufbau.
Die Ruine kann ungeführt besichtigt werden.